# Мамедов, Имаш Бабакиши оглы
Имаш Бабакиши оглы Мамедов (азерб. İmaş Babakişi oğlu Məmmədov; 10 мая 1908, Джебраильский уезд — 3 августа 1977, Физули) — советский азербайджанский партийный деятель, Герой Социалистического Труда (1948).

## Биография
Родился 10 мая 1908 года в селе Айбасанлы Джебраильского уезда Елизаветпольской губернии.
В 1930—1944 годах — заведующий отделом Карягинского райкома комсомола, председатель колхоза имени Джапаридзе Карягинского района, директор Карягинской МТС, второй секретарь Карягинского РК, Агджабединского РК КП Азербайджана. С 1944 года — первый секретарь Зангеланского РК КП Азербайджана, с 1949 года — на различных партийных должностях. В 1948 году своей работой обеспечил перевыполнение в среднем по району планового сбора хлопка на 82,9 процента.
Указом Президиума Верховного Совета СССР от 10 марта 1948 года за получение в 1947 году высоких урожаев хлопка Мамедову Имашу Бабакиши оглы присвоено звание Героя Социалистического Труда с вручением ордена Ленина и золотой медали «Серп и Молот».
С 1968 года — пенсионер союзного значения.
Активно участвовал в общественной жизни Азербайджана. Член КПСС с 1938 года. Депутат Верховного Совета Азербайдажнской ССР 2-го созыва.
Скончался 3 августа 1977 года в городе Физули.